# Bommerlunder
Bommerlunder är en spritdryck med 38 procent alkoholstyrka. 
Receptet på denna akvavit härstammar från en restaurang i Bommerlund, norr om Flensburg.
Bommerlunder ägs av företaget Berentzen som år 1997 tog över varumärket från den tidigare ägaren Hermann G. Dethleffsen. Sedan år 2000 framställs drycken i Haselünne efter att tidigare ha producerats i Flensburg. 
Die Toten Hosen har gjort en sång kallad Eisgekühlter Bommerlunder, namngiven efter Bommerlunder.